# Kreodanthus secundus
Kreodanthus secundus är en orkidéart som först beskrevs av Oakes Ames, och fick sitt nu gällande namn av Leslie Andrew Garay. Kreodanthus secundus ingår i släktet Kreodanthus och familjen orkidéer. Inga underarter finns listade i Catalogue of Life.